# KCC Corporation
KCC Corporation é um conglomerado sul coreano que atua em diversos ramos da economia, principalmente automotivo e químico.

## Subsidiarias
- Jeonju KCC Egis - clube de basquetebol